# Aega komai
Aega komai är en kräftdjursart som beskrevs av Bruce 1996. Aega komai ingår i släktet Aega och familjen Aegidae. Inga underarter finns listade i Catalogue of Life.